# Laurie MacKenzie
Laurie MacKenzie je kanadský baskytarista a kytarista, nejvíce známý jako člen rockové skupiny The Guess Who. Dříve hrál se skupinami Laurie MacKenzie and the Bandits a Laurie MacKenzie Band.